# Geografia della Svizzera

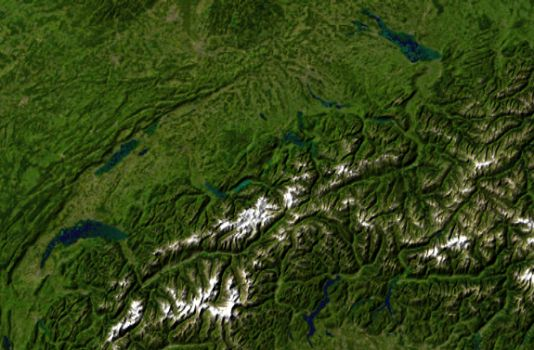
Immagine satellitare della Svizzera. Sono chiaramente visibili le Alpi, il Lago di Ginevra e il Lago di Costanza.

La Svizzera è uno stato senza sbocco sul mare dell'Europa centrale, confinante a nord con la Germania, a est con il Liechtenstein e l'Austria, a sud con l'Italia e a ovest con la Francia.

## Caratteristiche generali

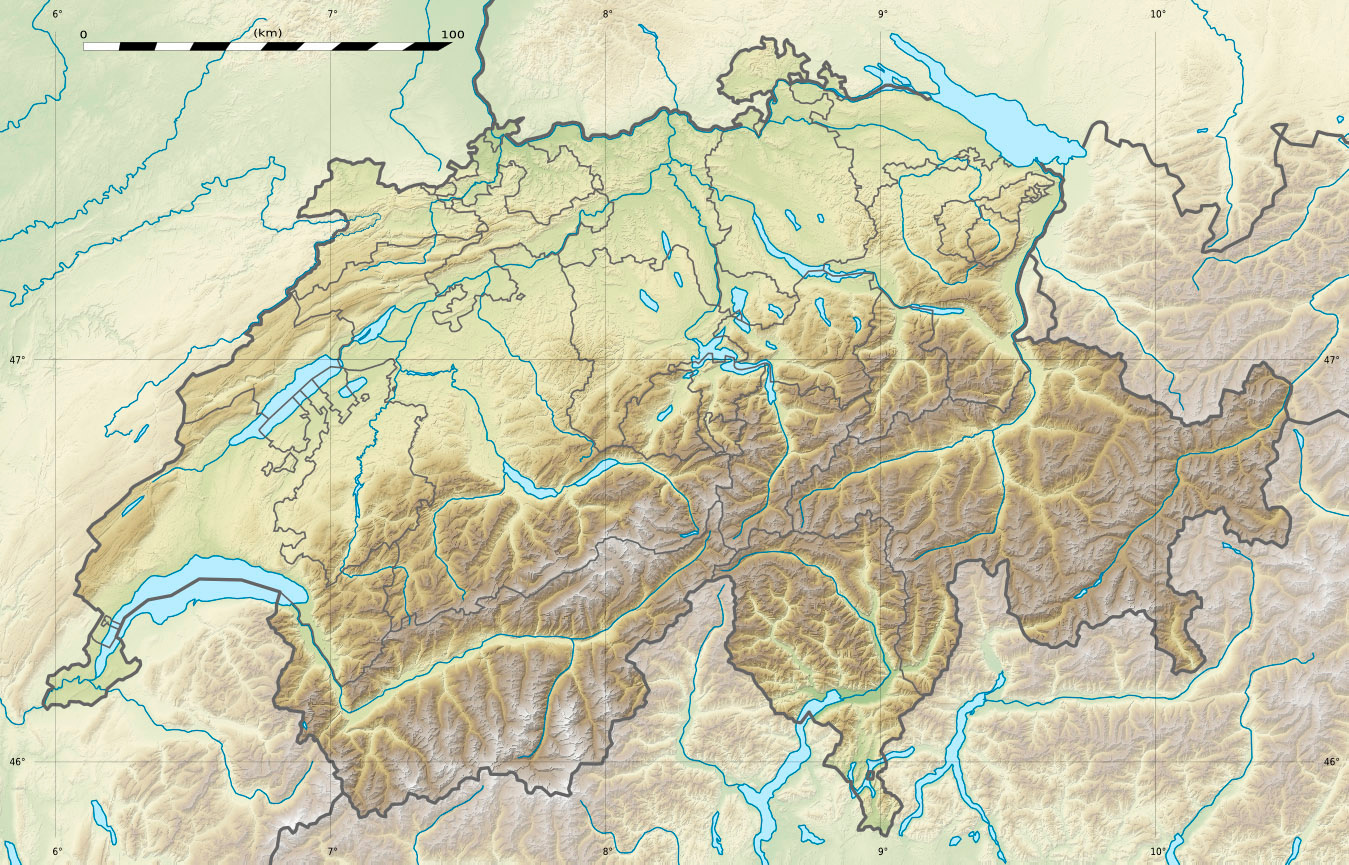
Cartina topografica della Svizzera

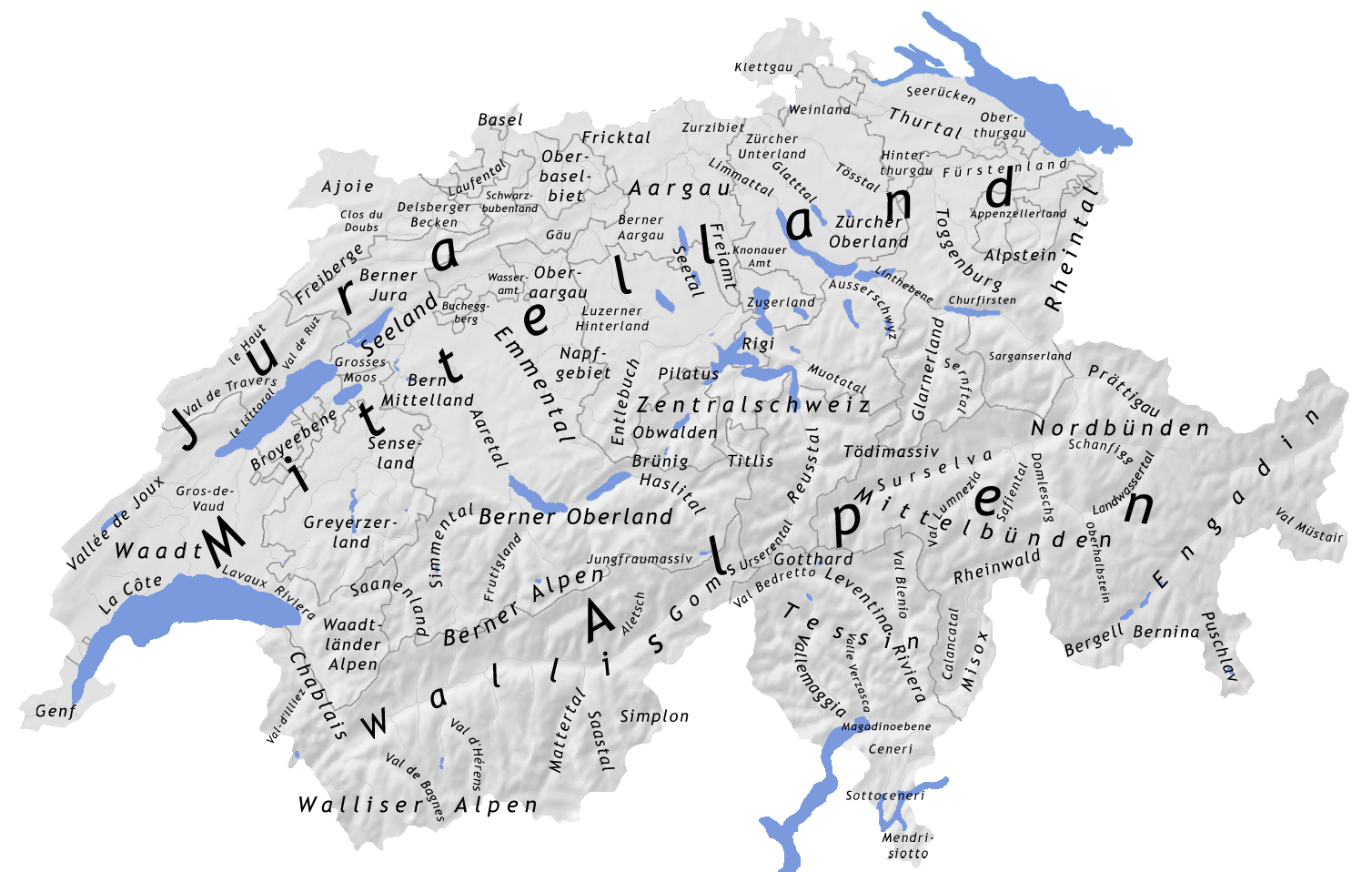
Carta generale della Svizzera (Jura: Giura, Mittelland: Altipiano, Alpen: Alpi)

La Svizzera si trova al centro-ovest del continente europeo e a cavallo delle Alpi (principalmente sul versante settentrionale della catena alpina). Grazie alla sua posizione è attraversata da diverse vie di comunicazione europee sulla direttrice nord-sud.
La Svizzera copre, inoltre, parte dei bacini del Reno (Mare del Nord), del Rodano (Mar Mediterraneo), del Po/Adige (Mare Adriatico) e del Danubio (Mar Nero).
Il tracciato della frontiera segue in generale le proprietà del territorio: il fiume del Reno e il lago di Costanza a nord-est, la catena del Giura a nord-ovest, il lago di Ginevra e la cresta delle Alpi a sud. Estendendosi anche oltre alle frontiere naturali (specialmente a sud), il territorio svizzero presenta una forma caratteristica con escrescenze (Svizzera italiana, Canton Sciaffusa).
Il rilievo è quasi onnipresente; le Alpi svizzere costituiscono quasi i due terzi del territorio e il Giura il 10%. L'altipiano svizzero occupa il 30% del paese e, sebbene non è considerato montuoso, ha un carattere collinoso. Quest'ultimo costituisce la parte più importante del paese dal punto di vista demografico ed economico.

## Geologia
Differenti fenomeni geologici formano il panorama attuale della Svizzera e la natura dei suoi terreni. La geologia della Svizzera è molto marcata dalla formazione delle Alpi. Questa catena montuosa era costituita dall'orogenesi alpina, termine che indicava tutti i movimenti geologici che portarono alla formazione delle Alpi.
Un seminterrato cristallino si formò all'inizio del Paleozoico, da 540 a 360 milioni di anni fa. Più tardi, da 205 a 96 milioni di anni fa, l'oceano alpino (o Tethys alpino) si forma tra l'Eurasia e l'Africa, quindi raggiunge la sua massima dimensione alla fine del Giurassico, ci sono 135 milioni di anni. La collisione delle placche eurasiatica e africana la fa quindi restringere. Questa collisione di placche, ancora in corso, si estende per circa 100 milioni di anni. La catena delle Alpi è il risultato di questa collisione, le due piastre che formano zone di piegatura. L'altopiano svizzero è essenzialmente composto da molasse, una roccia sedimentaria formata sul fondo di questo antico oceano.
La Svizzera si trova in una zona tettonica relativamente calma, anche se la città di Basilea fu distrutta il 18 ottobre 1356 da un terremoto, il più importante evento sismologico storico dell'Europa centrale. Le regioni più attive sono la fossa del Reno (regione di Baloise) e il Vallese.

## Regioni
Giura
     Altipiano
     Alpi

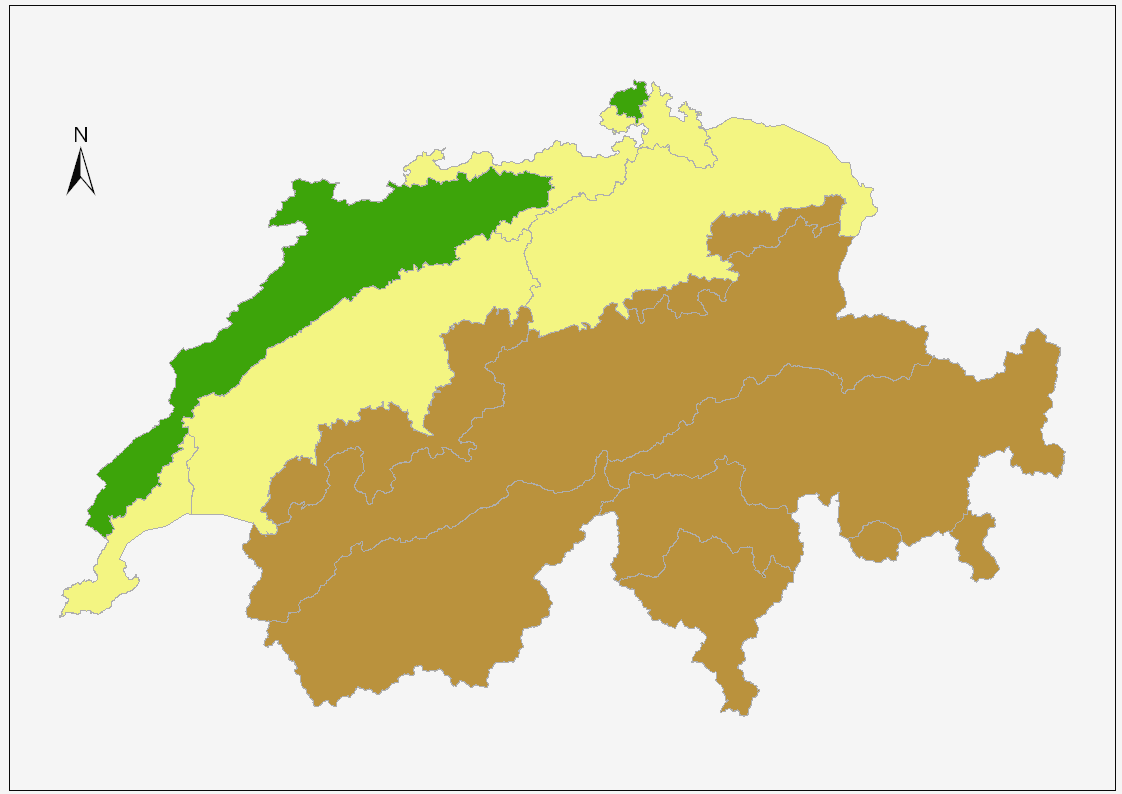
Le tre grandi regioni geografiche:
Giura
Altipiano
Alpi

Le tre grandi regioni geografiche (per ordine di importanza e da sud verso nord) :

### Alpi

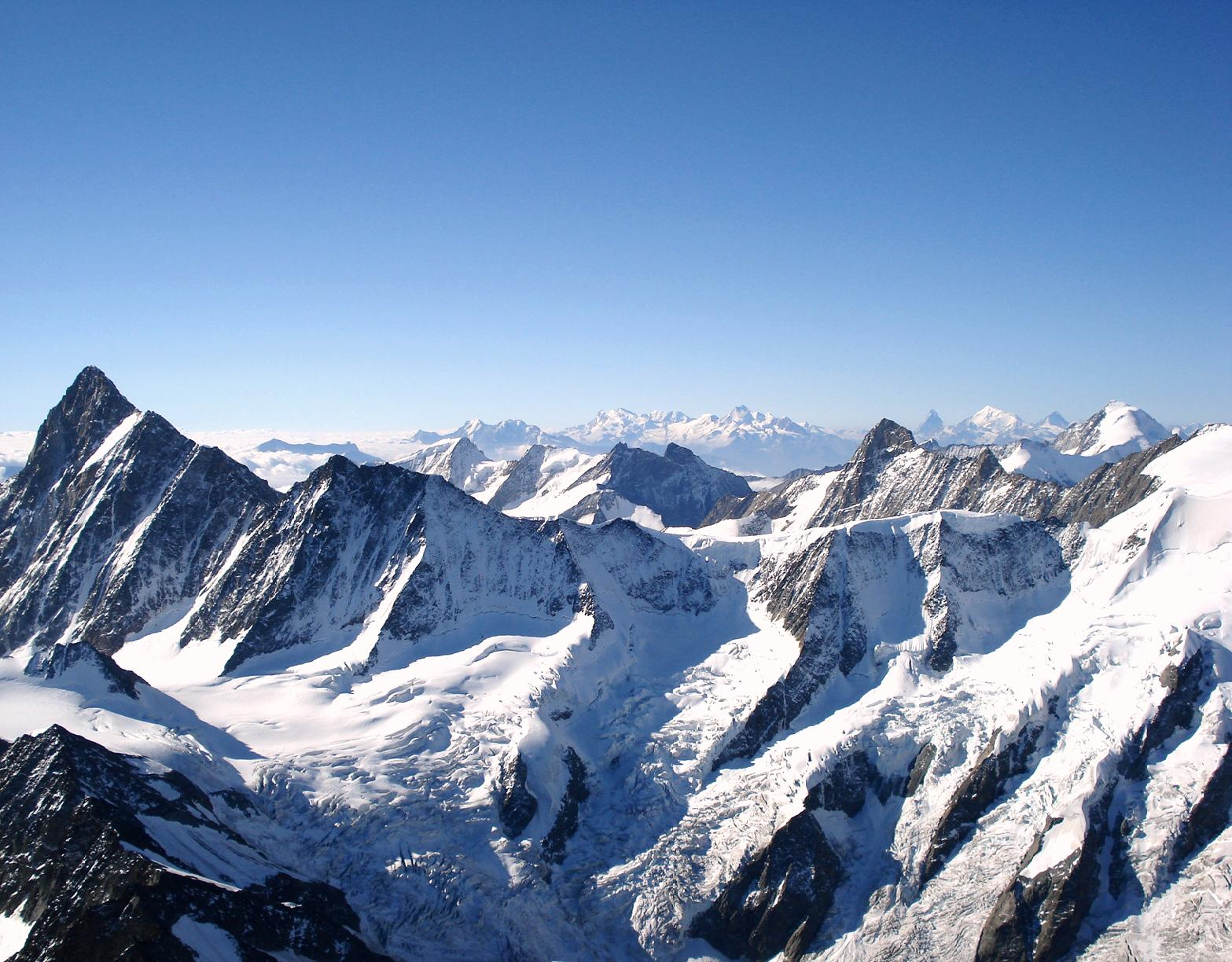
La catena alpina con il Finsteraarhorn in primo piano

Le Alpi sono una lunga catena montuosa di circa 1 200 km e costituiscono nella loro parte centrale il 61% della Svizzera. Le Alpi hanno un'influenza maggiore sul piano climatico (sia in montagna sia nelle pianure) e costituiscono un ostacolo maggiore sulle vie di comunicazione. Si trovano, nelle aree alpine, gli spazi disabitati o privi di vegetazione più estesi. I ghiacciai rappresentano in totale una superficie di 1 230 km² (3% del territorio). Le cime più alte superano i 4 500 metri (Punta Dufour, Lyskamm, Monte Dom, Weisshorn). Le catene delle Alpi bernesi, vallesane e Bernina comportono cime oltre i 4 000 metri che sono in totale 48. I laghi alpini (di altitudine) sono numerosi sia naturali sia artificiali (grazie allo sfruttamento dell'energia idroelettrica). Alcuni grandi laghi (Thun, Quattro Cantoni) possono essere considerati come parte del territorio alpino sebbene sono situati a bassa quota. I paesaggi più noti e visitati della Svizzera si trovano quasi tutti nelle regioni alpine, ad esempio il Cervino presso Zermatt, Eiger e Jungfrau presso Interlaken o l'Engadina presso Sankt Moritz, per citare i più famosi. La montagna più alta è il Pizzo Dufour, alto 4 634 m sul livello del mare.

### Altopiano

Vista dal Pilatus: a sinistra l'altipiano e a destra l'inizio delle Alpi, separati dal lago dei Quattro Cantoni

L'altopiano costituisce il 30% del paese, sta a nord delle Alpi e a sud del Giura a un'altitudine media di circa 500 metri. A nord è nettamente delimitato dal Giura, sia geograficamente sia geologicamente. A sud il limite con le Alpi non è ben definito, ad esempio le regioni del Napf (1 400 metri) o del Toggenburg possono essere considerate a volte parti del altopiano o delle prealpi. A est e a ovest l'altopiano è chiaramente delimitato, in mezzo ai due più grandi laghi svizzeri: il lago di Ginevra (ovest) e il lago di Costanza (est). Altri laghi importanti sono quelli di Neuchâtel e di Zurigo presso le omonime città. La densità demografica è massima sulla regione dell'altopiano (450 abitanti per km quadrato), poche città importanti non vi si trovano. Sull'altopiano scorrono tre grandi fiumi (di origine alpina): il Rodano, l'Aar e il Reno che passa attraverso le cascate presso Sciaffusa.

### Giura

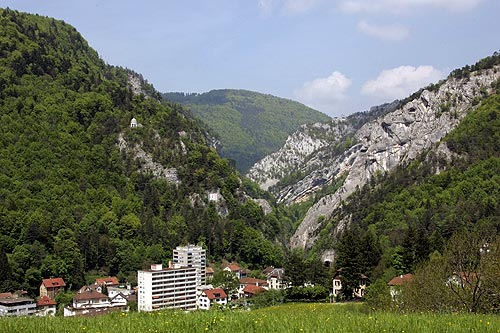
Paesaggi del Giura presso Moutier

Il Giura è una regione leggermente montuosa (o collinosa) che rappresenta circa il 10% del territorio della Svizzera. È situato sulla parte nord-ovest del paese. Se spesso le valli raggiungono altitudini verso i 1000 metri, le cime più alte non superano di solito i 1600 metri (Chasseral). Geologicamente la regione è composta da rocce calcaree che formano paesaggi carsici. La montagna più alta è il Mont Tendre, con i suoi 1679 m s.l.m.

### Altre
Alcune piccole regioni non stanno nelle tre regioni principali. Si tratta a nord del canton Sciaffusa e della regione di Basilea, situate oltre il Reno nel bassopiano renano. All'estremo meridionale, nel canton Ticino, il Mendrisiotto fa parte della pianura Padana.

## Clima

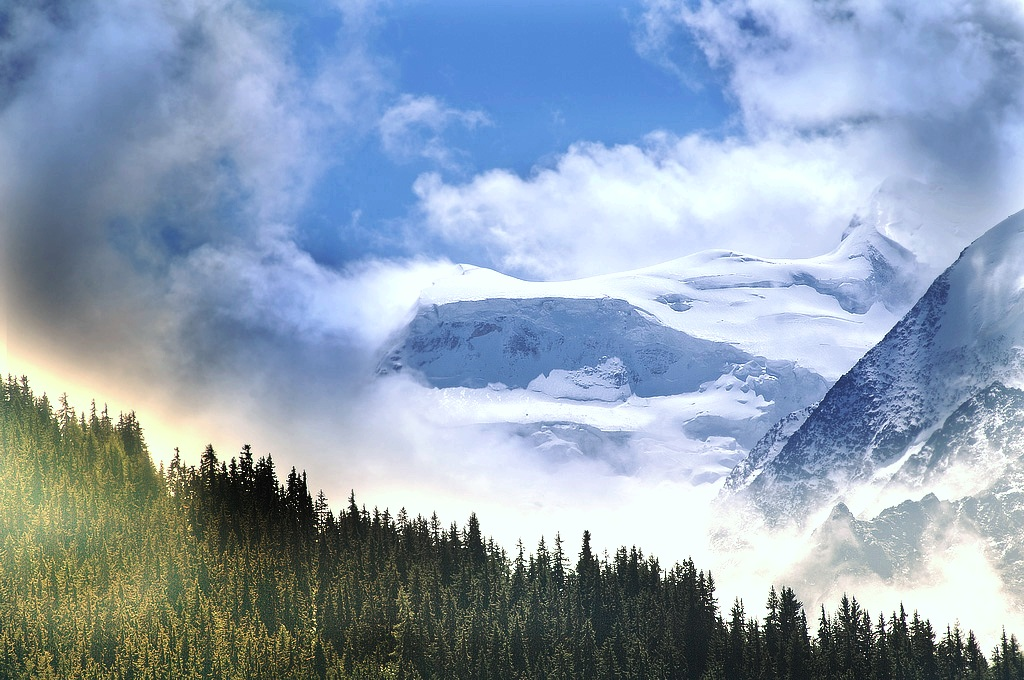
Foreste di conifere presso Verbier con i ghiacci del Grand Combin in secondo piano

Data la diversità del territorio, la Svizzera presenta una grande varietà di climi su spazi ristretti. La zona a nord delle Alpi subisce spesso l'afflusso di aria fredda attraverso l'altipiano (bise), ed è caratterizzata da inverni freddi, piovosi o nevosi, estati fresche o tiepide e piogge abbondanti soprattutto nelle parti vicine ai rilievi. Le regioni a sud delle Alpi hanno un clima più caldo con inverni più corti e poco nevosi.
La zona delle Alpi ha un clima montano, più umido sul versante nord, molto secco in alcune regioni intra-alpine (Vallese, Engadina). Si vedono a partire dai 1000 metri foreste di conifere e la sparizione, a partire dai 1500 metri, delle foreste decidue. La zona alpina, priva di alberi, ha inizio verso i 1800 metri a nord e verso i 2200 metri a sud. Il limite delle nevi perenni si trova a circa 3000 metri di quota.
In proporzione alle sue altitudini il clima della zona del Giura è più freddo rispetto a quello delle altre regioni. 
Le estati sono fresche e gli inverni estremamente freddi con punte fino a -40 °C, come nel caso della valle della Brévine.

## Catastrofi naturali

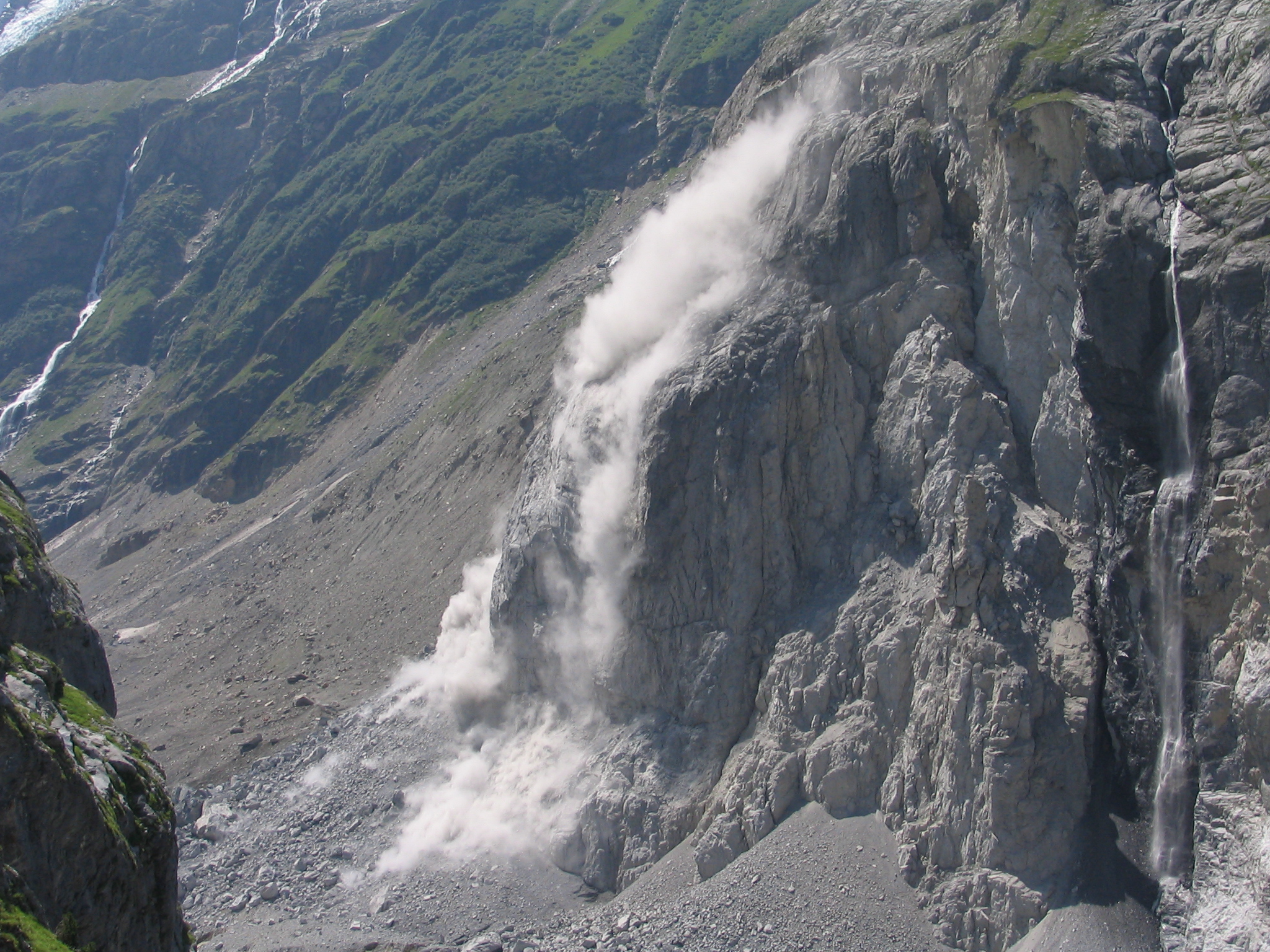
Frana nel massiccio dell'Eiger nell'estate 2006

I pericoli naturali sono soprattutto localizzati nelle zone alpine: frane o valanghe. Quelli che interessano le pianure sono in maggior parte inondazioni e a volte uragani (Lothar nel 1999).

## Risorse naturali
Energia idroelettrica, legname, sale.

## Cifre

### Coordinate geografiche
47°00′N 8°00′E

### Area
- Totale: 41 290 km²
  - Terre: 39 770 km²
  - Acque: 1 520 km²

### Altitudini
- Punto più alto: 4 634 m, Punta Dufour (VS)
- Capitale: 542 m, Berna
- Punto più basso 193 m, Lago Maggiore (TI)
- Punto più basso a nord delle Alpi: 245 m, Basilea

### Confini
- Totale confini di terra: 1 852 km
- Paesi confinanti: Austria 164 km, Francia 573 km, Italia 740 km, Liechtenstein 41 km, Germania 334 km
- Totale chilometri di costa: 0 km

### Utilizzo delle terre
- Terre arabili: 10%
- Raccolti permanenti: 2%
- Pascoli permanenti: 28%
- Foreste: 32%
- Altro: 28% (stima del 1993.)
- Terre irrigate: 250 km² (stima del 1993).

## Punti estremi
| Descrizione        | Posizione                 | Comune      | Cantone   | Coordinate                 |
| ------------------ | ------------------------- | ----------- | --------- | -------------------------- |
| Punto più a nord   | 47°48'N a Oberbargen      | Bargen      | Sciaffusa | 47°48′29.75″N 8°34′04.43″E |
| Punto più a sud    | 45°49'N a Pedrinate       | Chiasso     | Ticino    | 45°49′04.91″N 9°00′59.34″E |
| Punto più ad ovest | 5°57'E                    | Chancy      | Ginevra   | 46°07′56.07″N 5°57′22.69″E |
| Punto più ad est   | 10°29'E a Piz Chavalatsch | Val Müstair | Grigioni  | 46°36′46″N 10°29′31″E      |

## Paesaggi notevoli

### Alpi

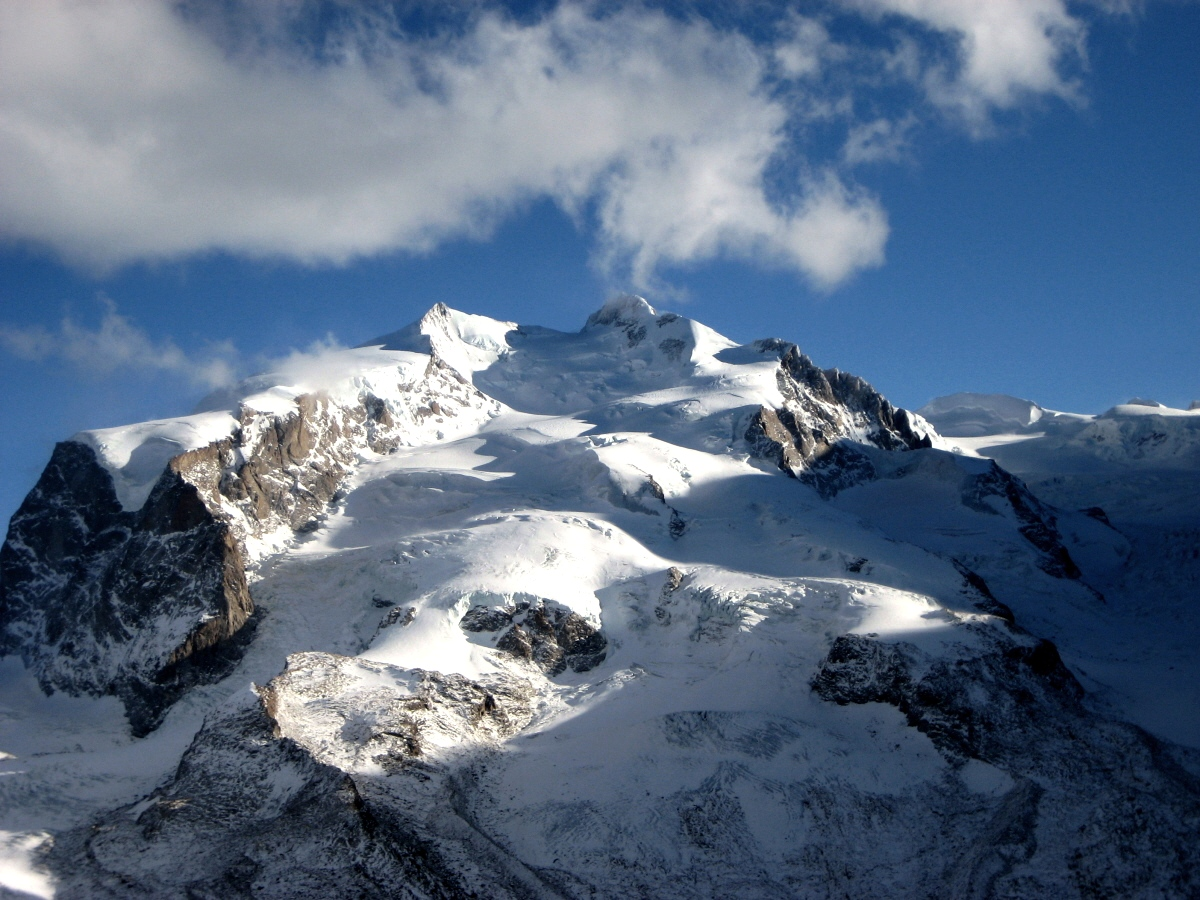
Punta Dufour
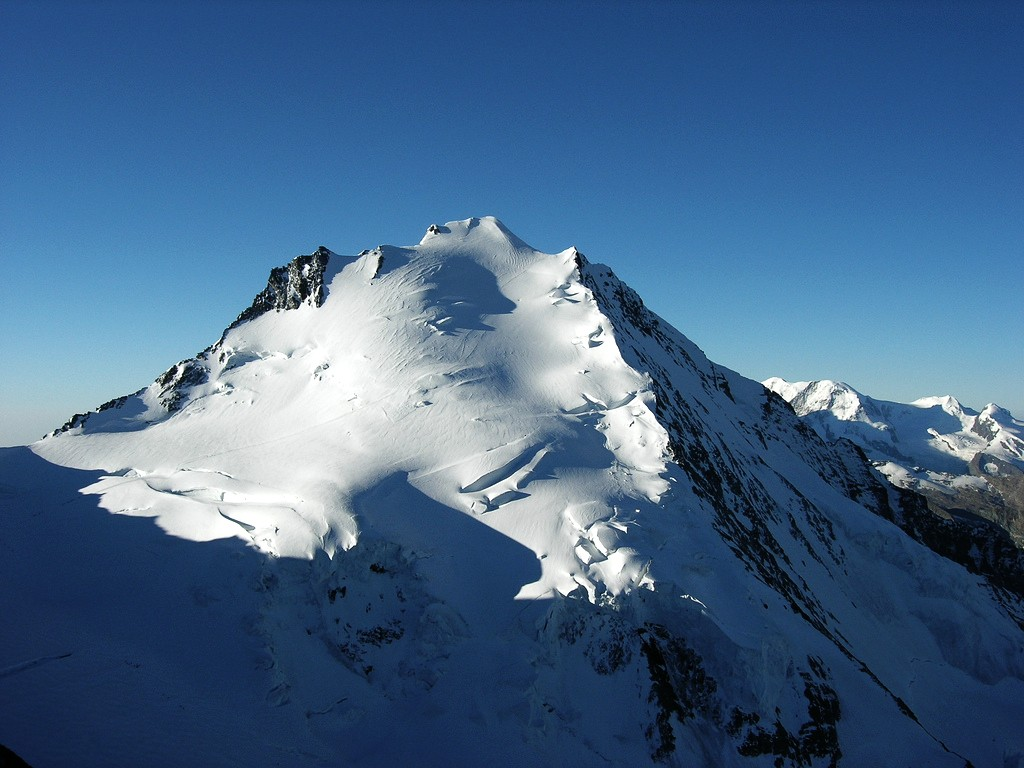
Monte Dom
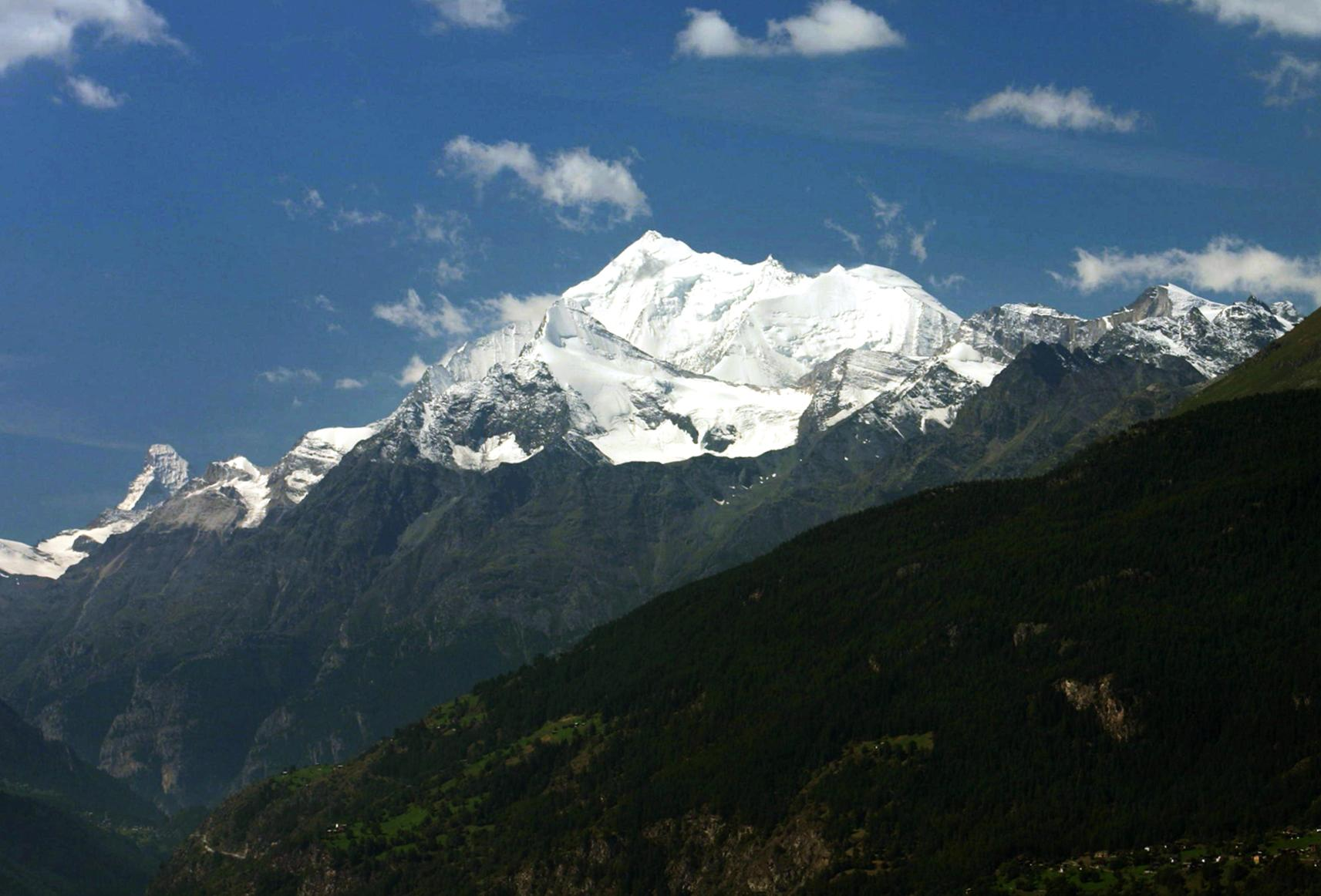
Weisshorn
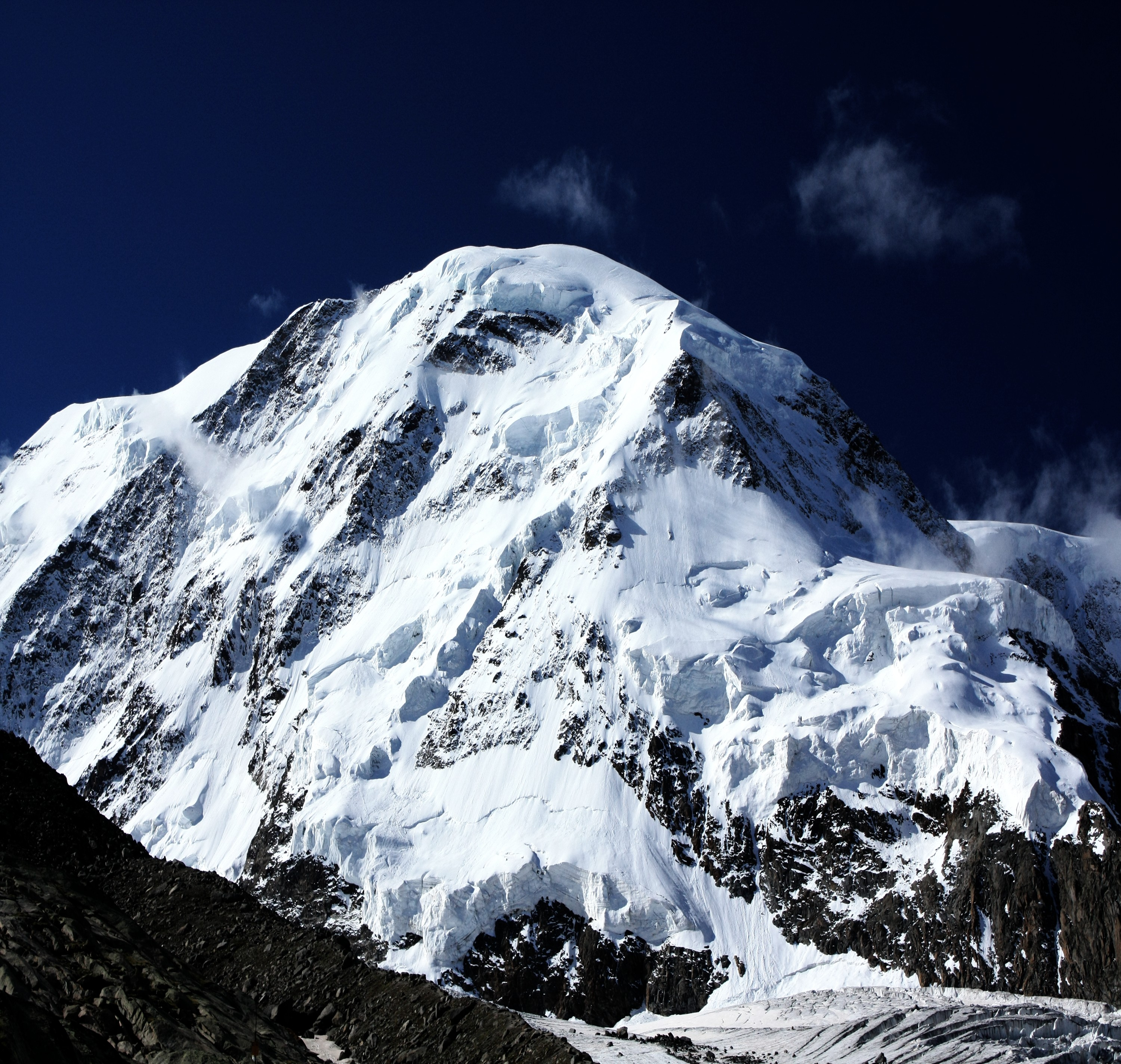
Lyskamm
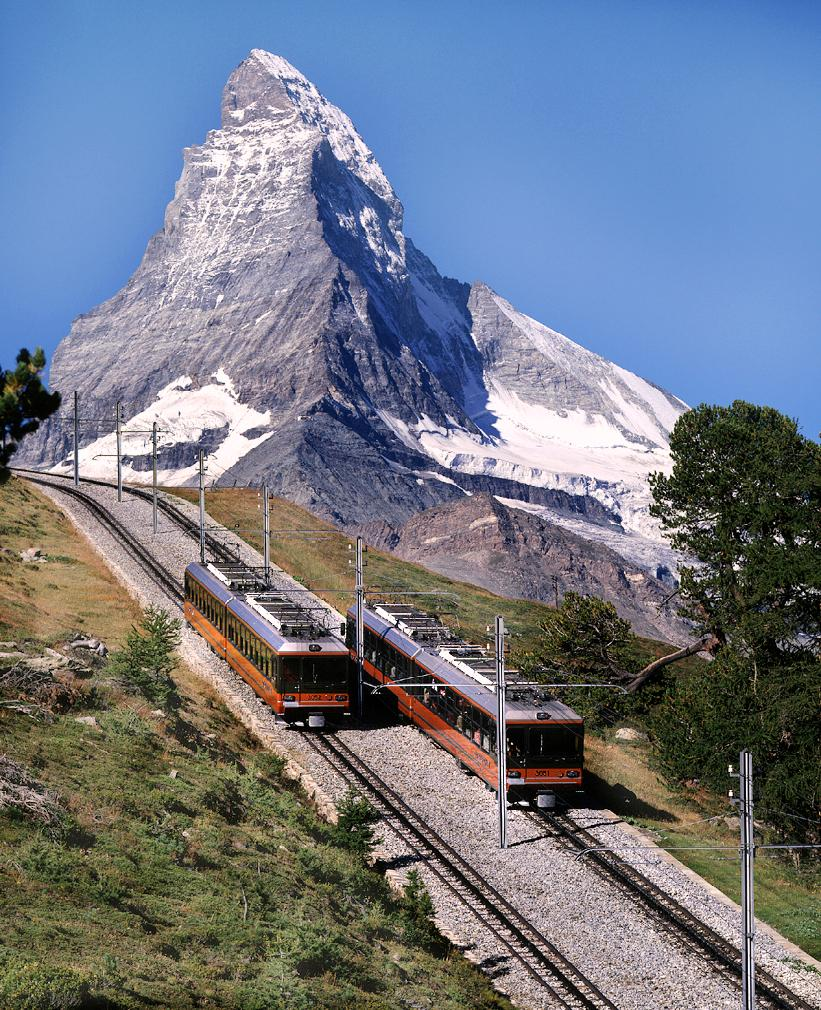
Cervino
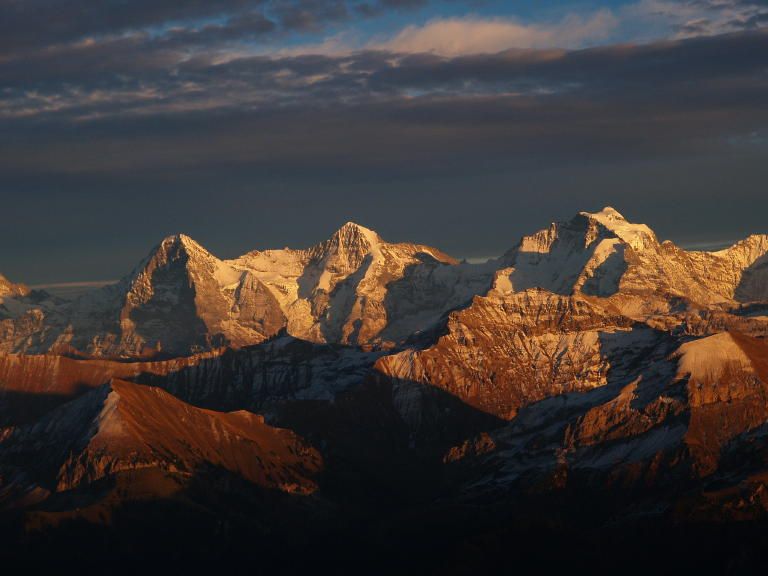
Eiger, Mönch e Jungfrau
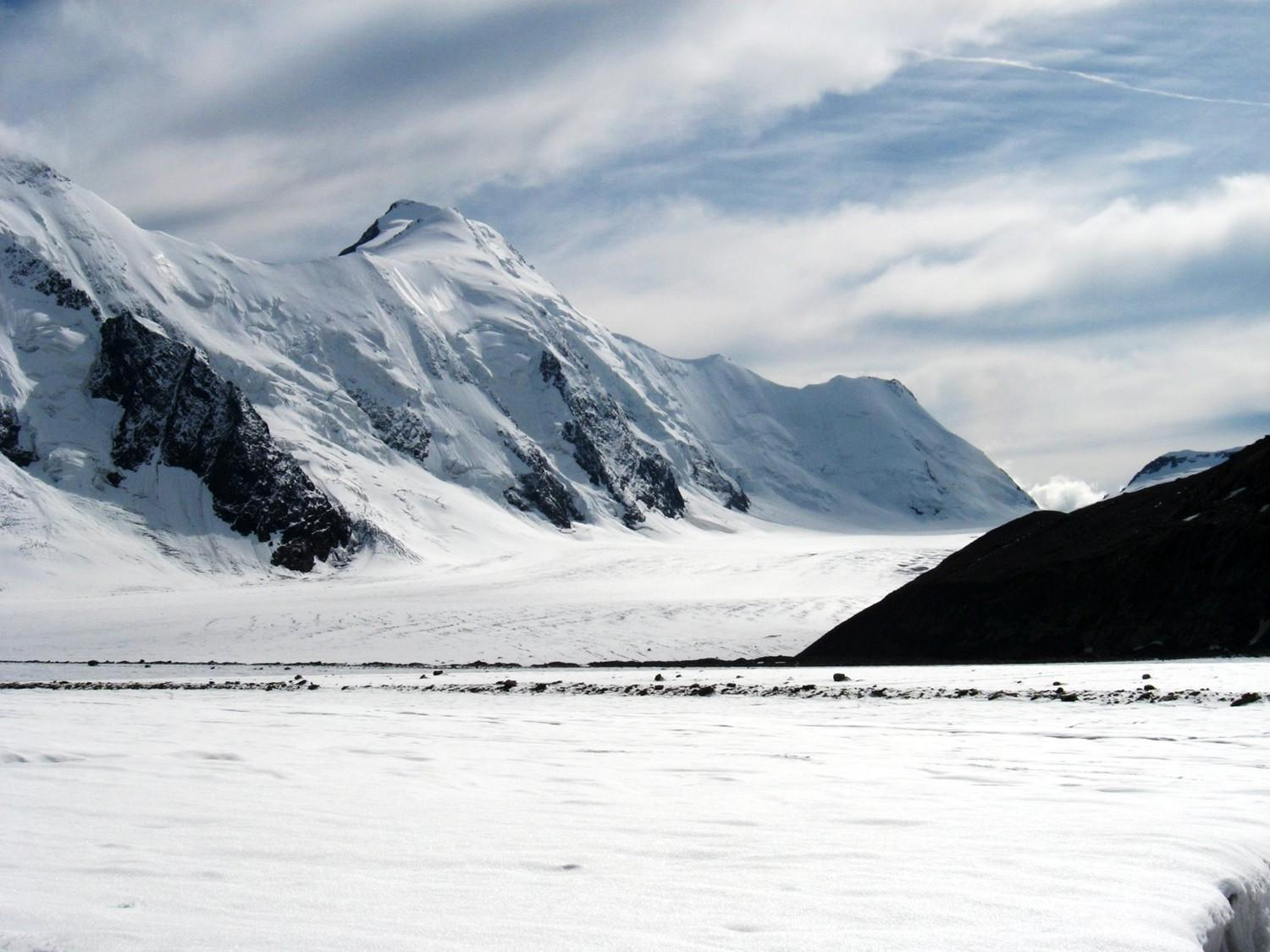
Konkordiaplatz
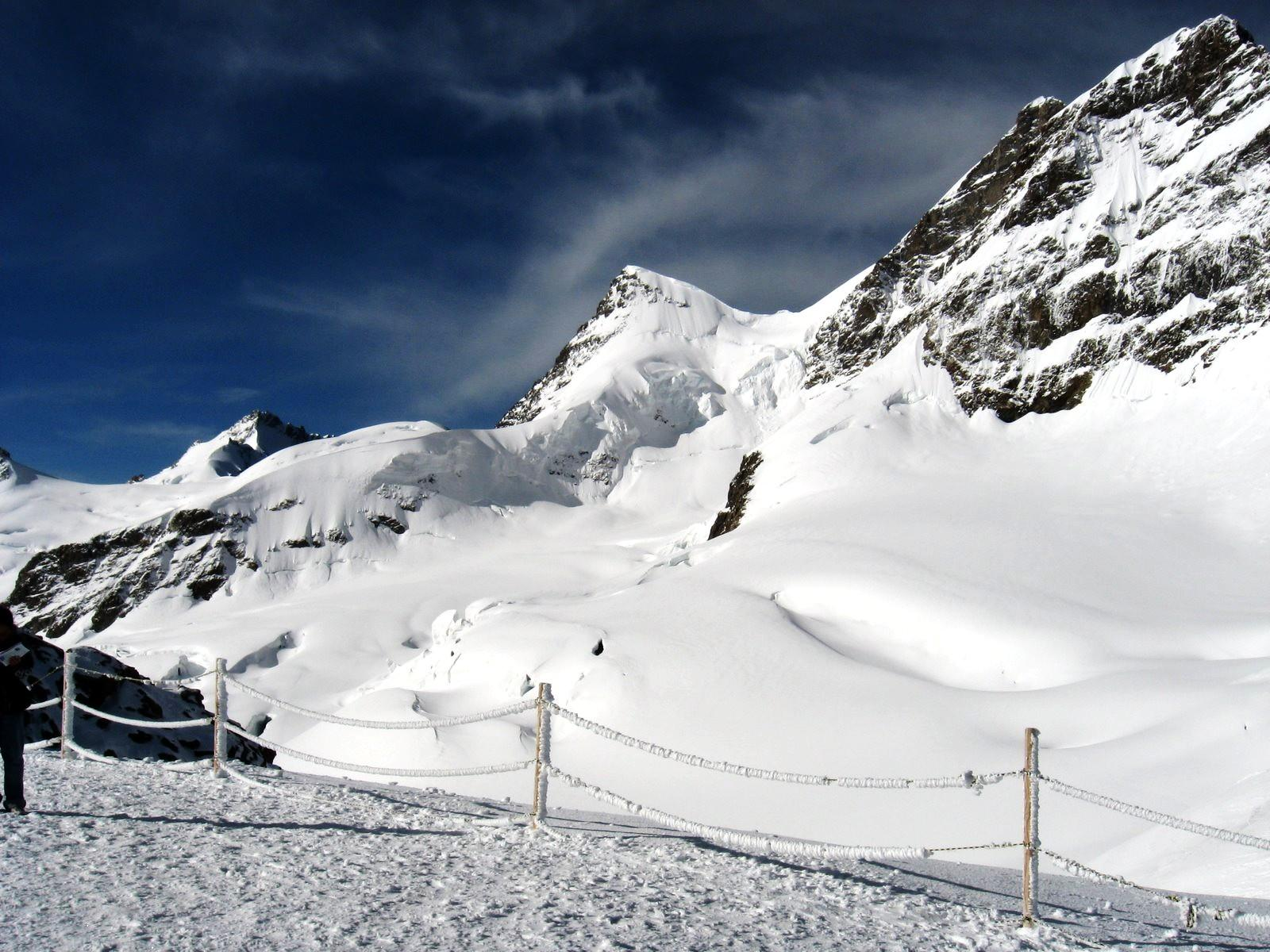
Jungfraujoch
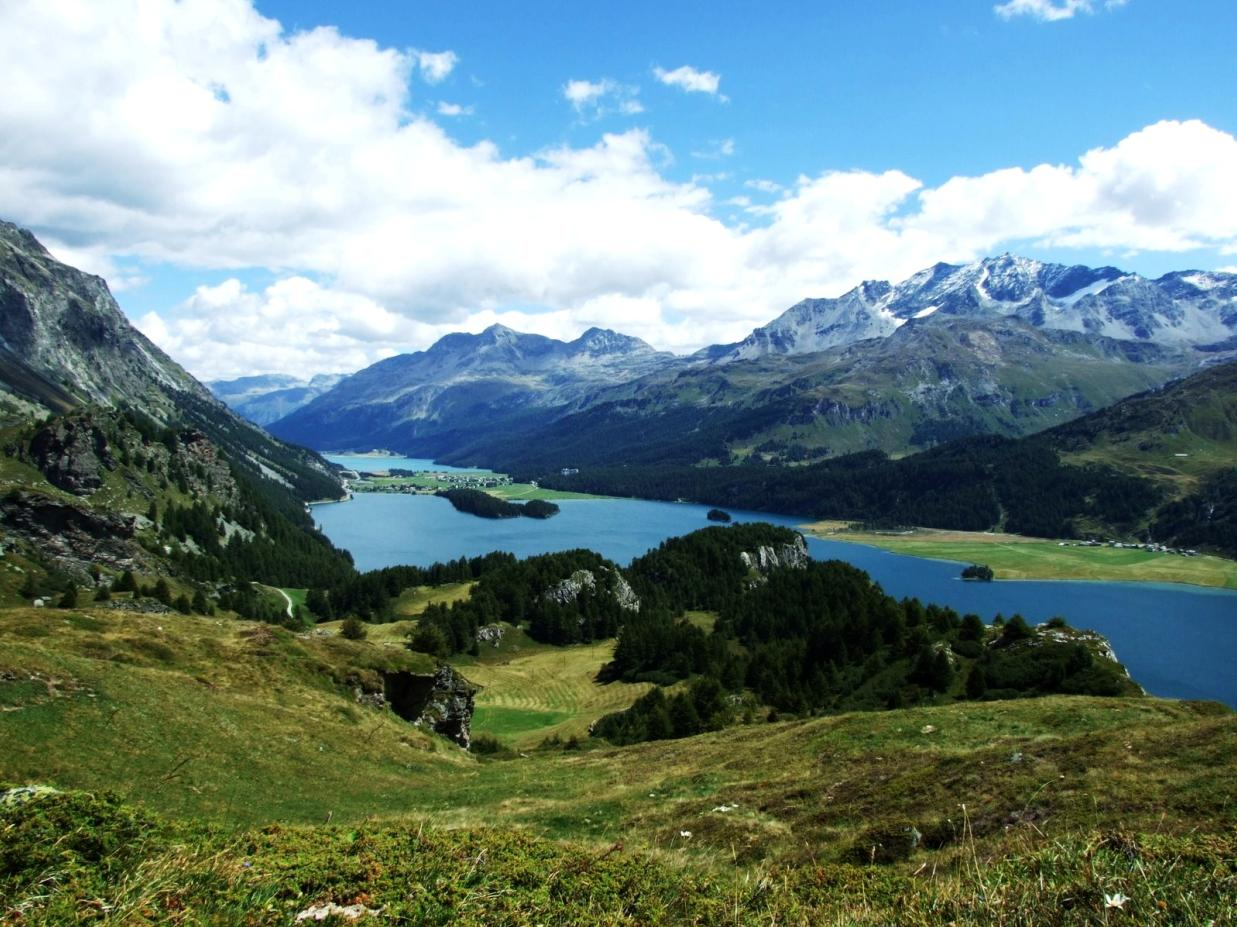
Lago di Sils
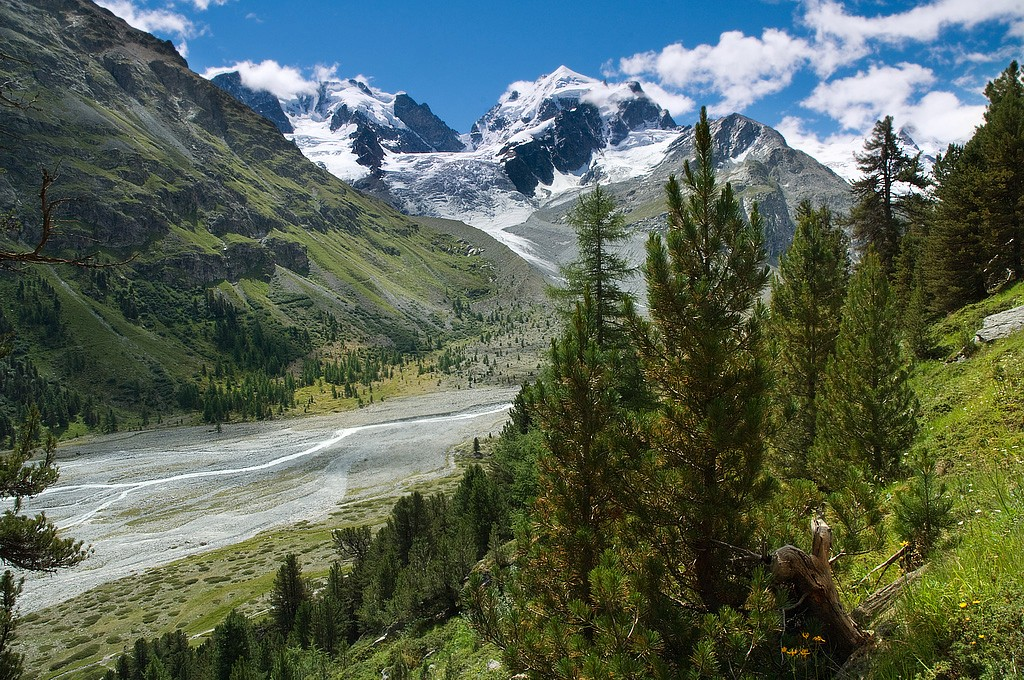
Piz Roseg
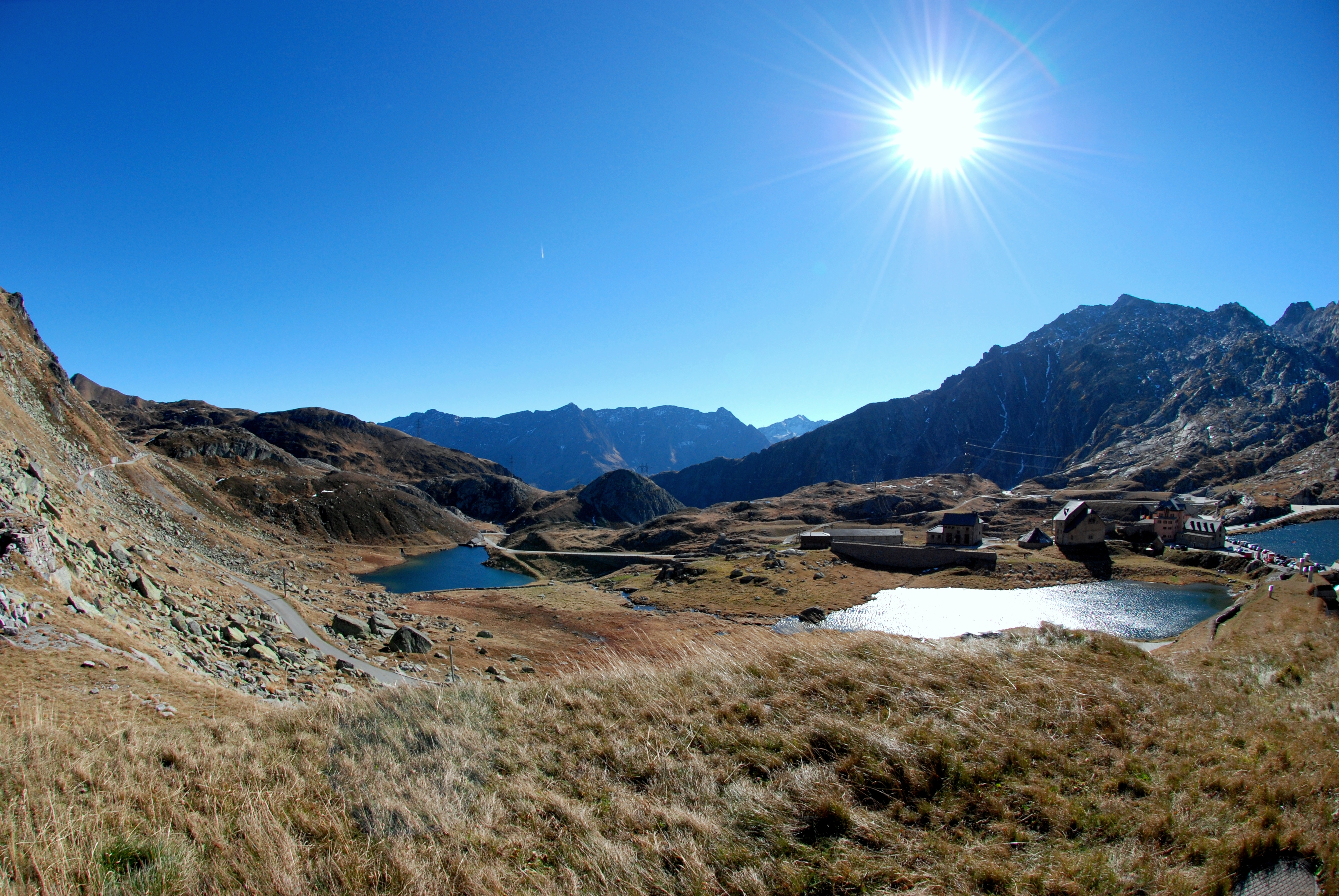
Passo del San Gottardo
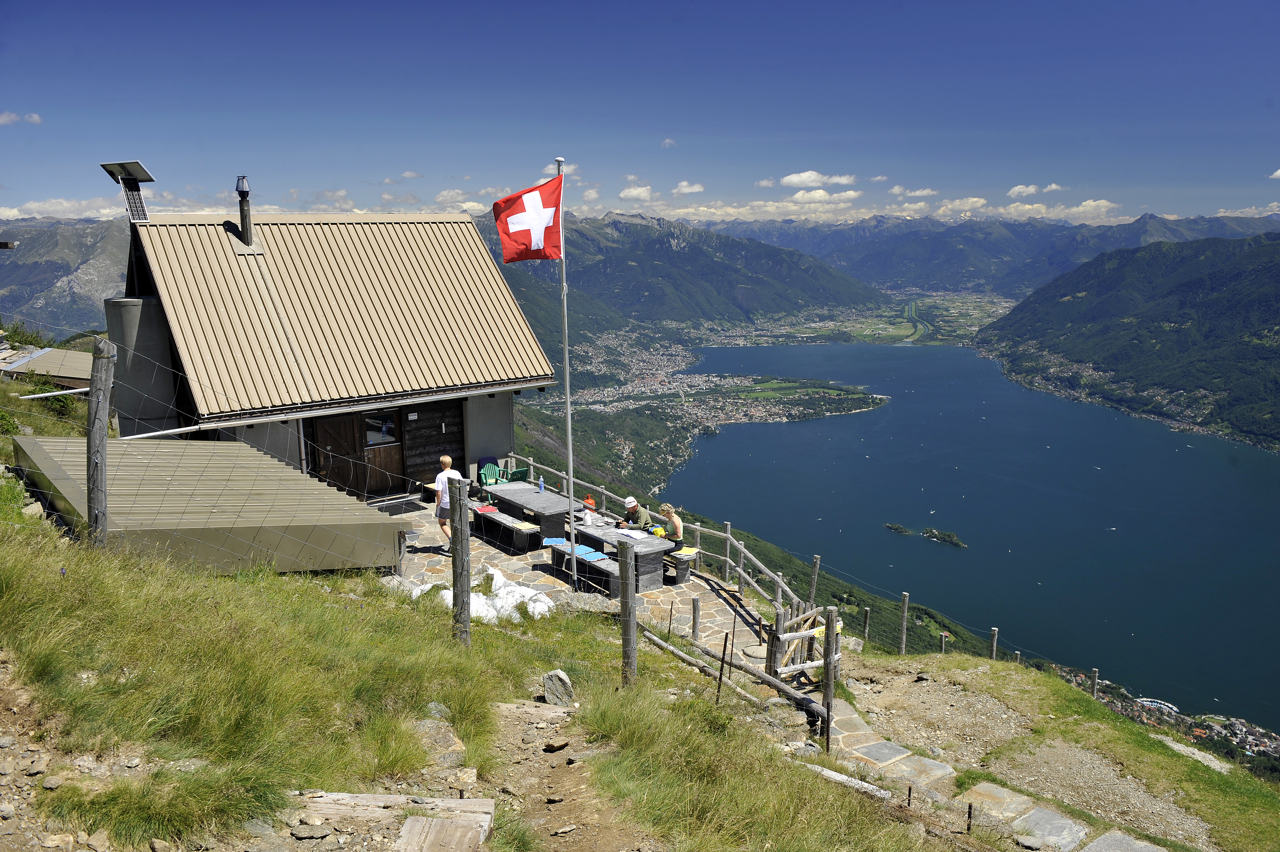
Lago Maggiore

### Altipiano

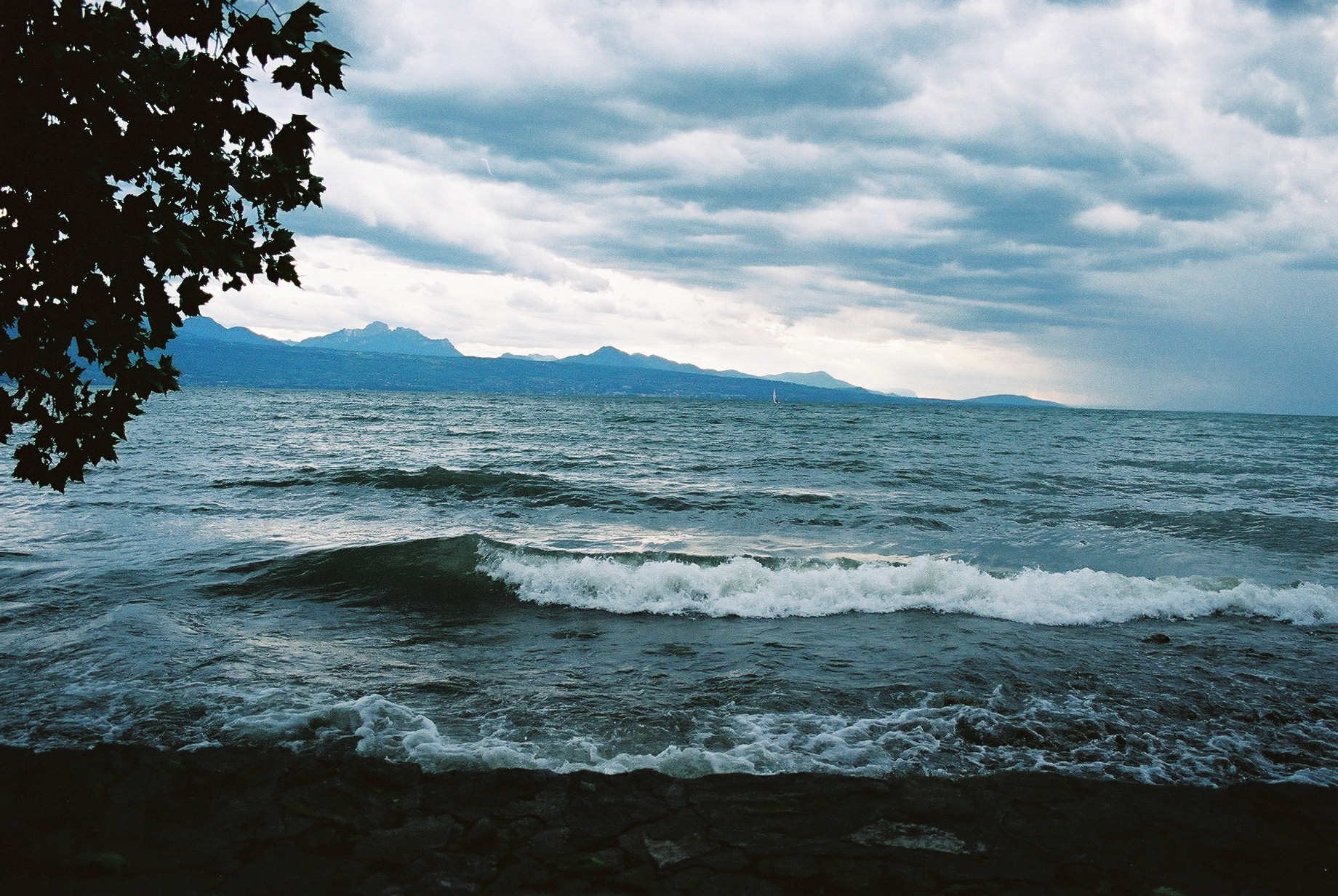
Lago di Ginevra
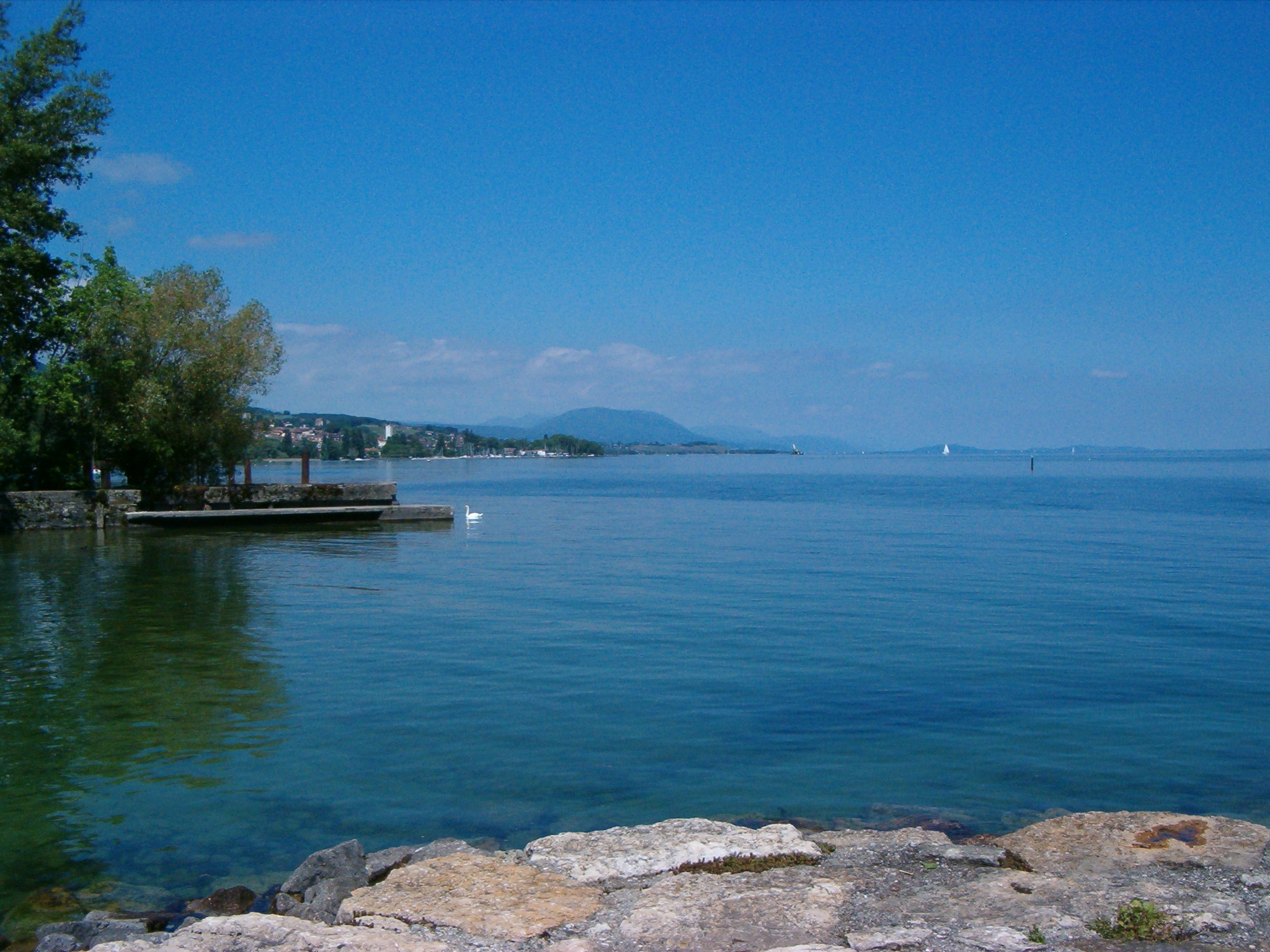
Lago di Neuchâtel
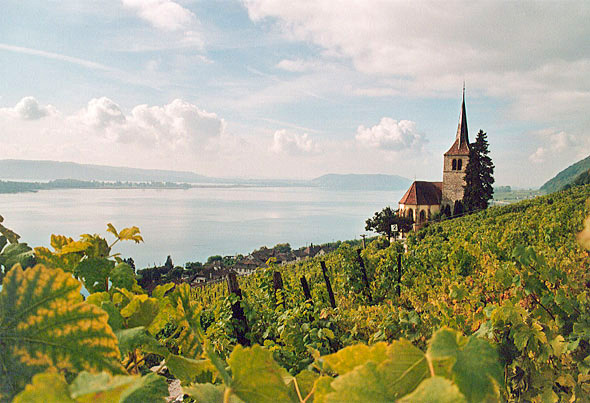
Lago di Bienna
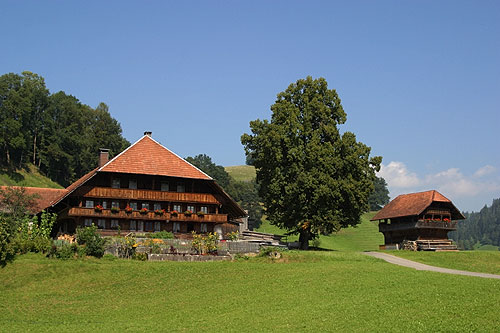
Emmental
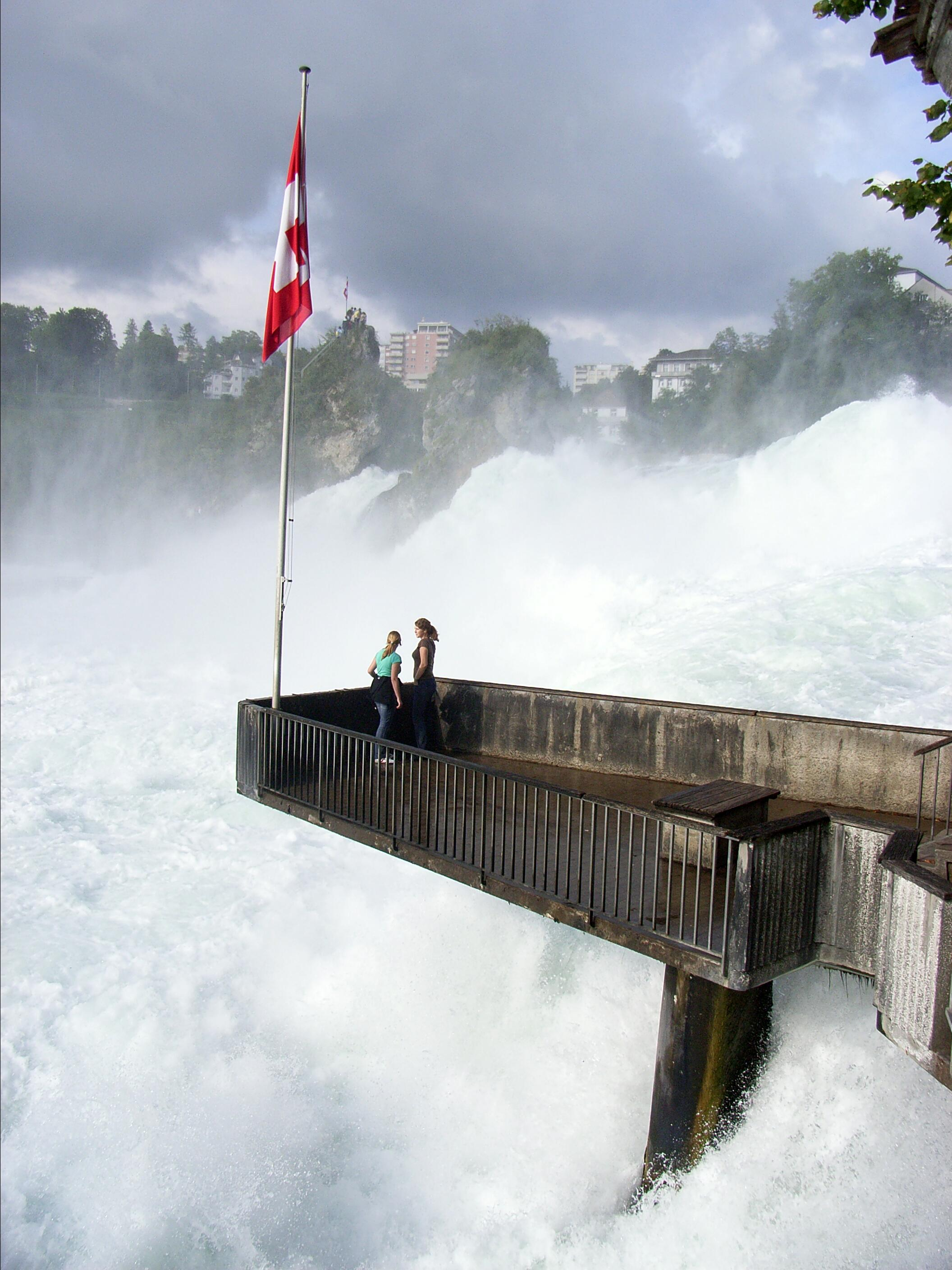
Cascate del Reno
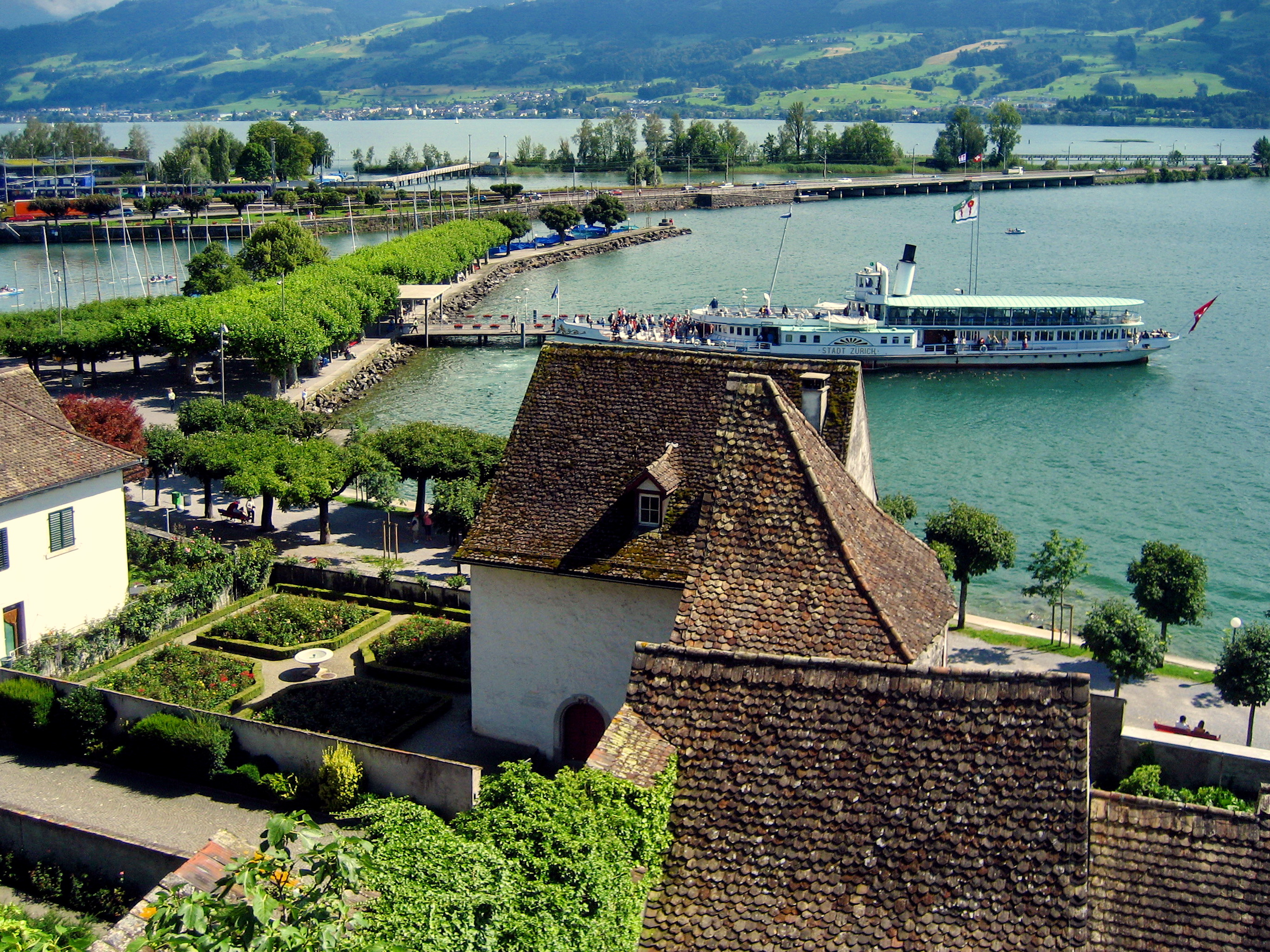
Lago di Zurigo
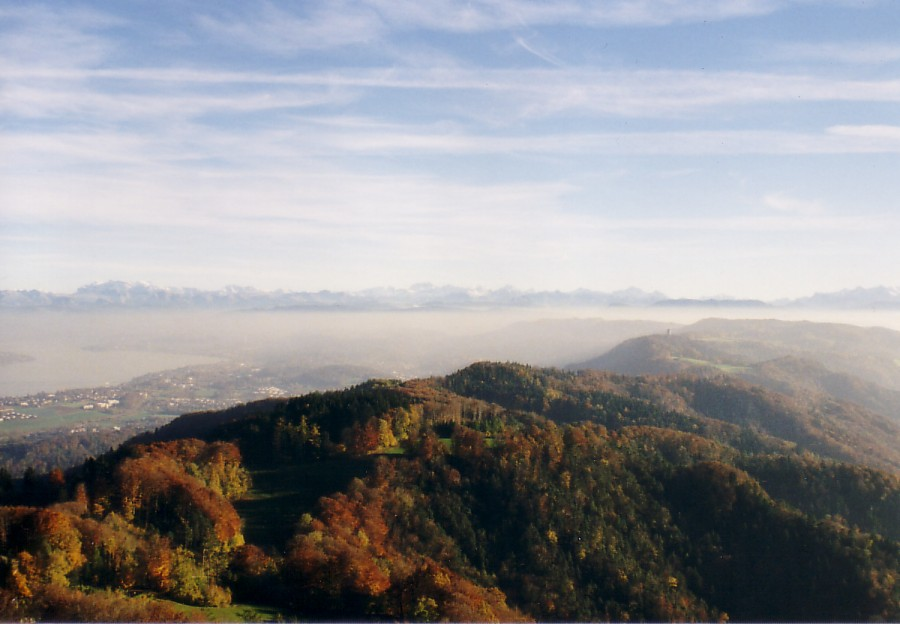
Uetliberg
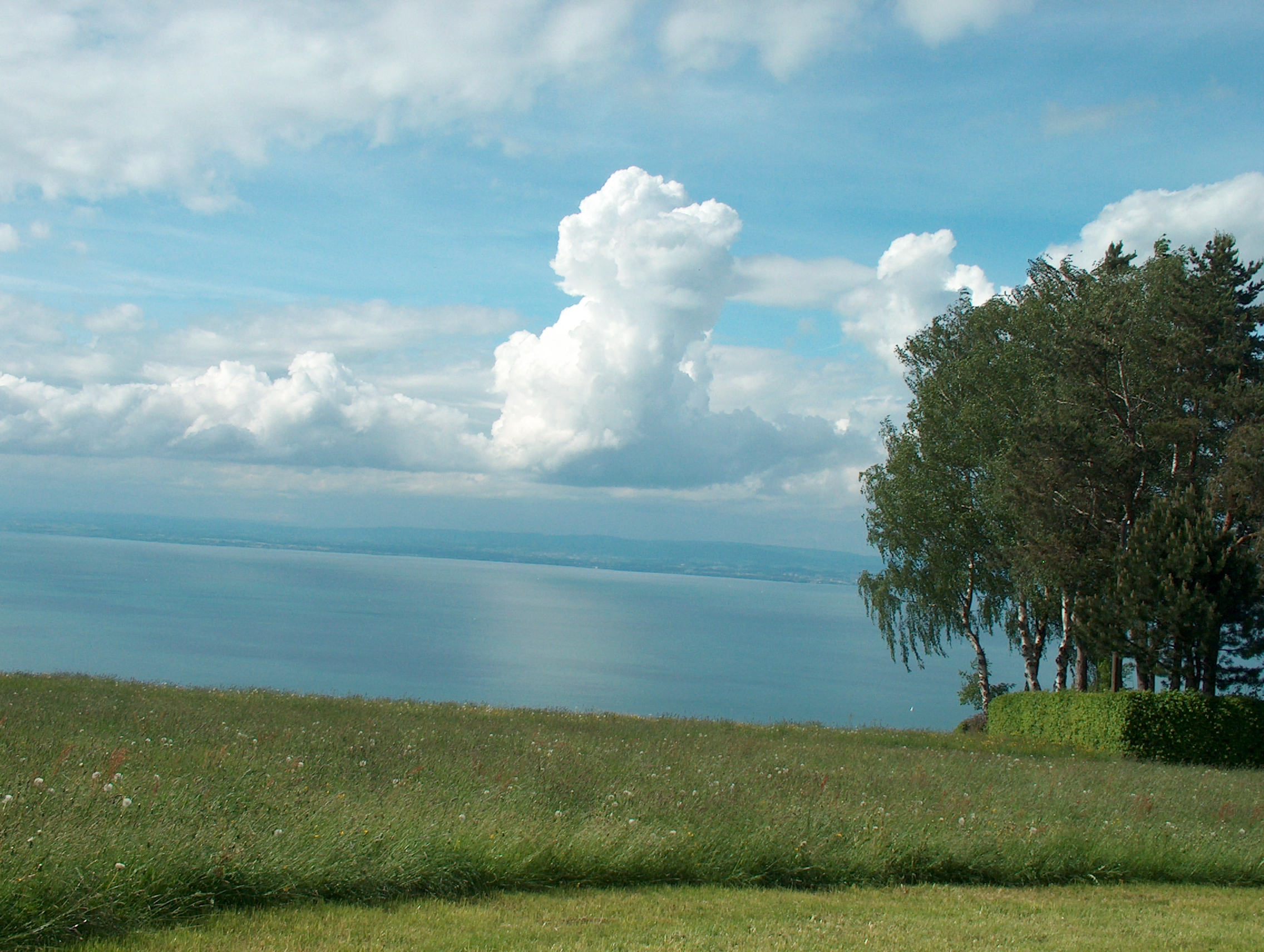
Lago di Costanza

### Giura

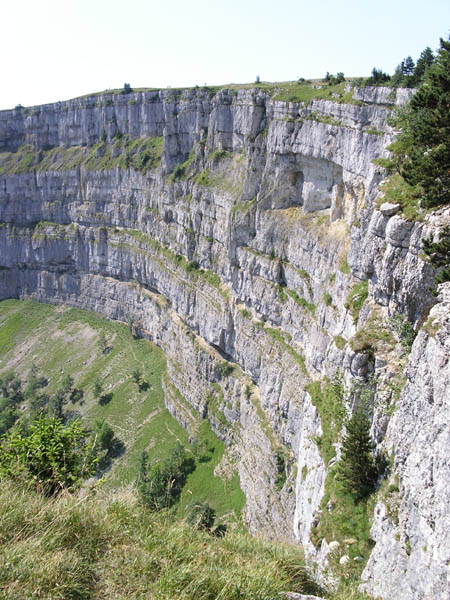
Creux-du-Van
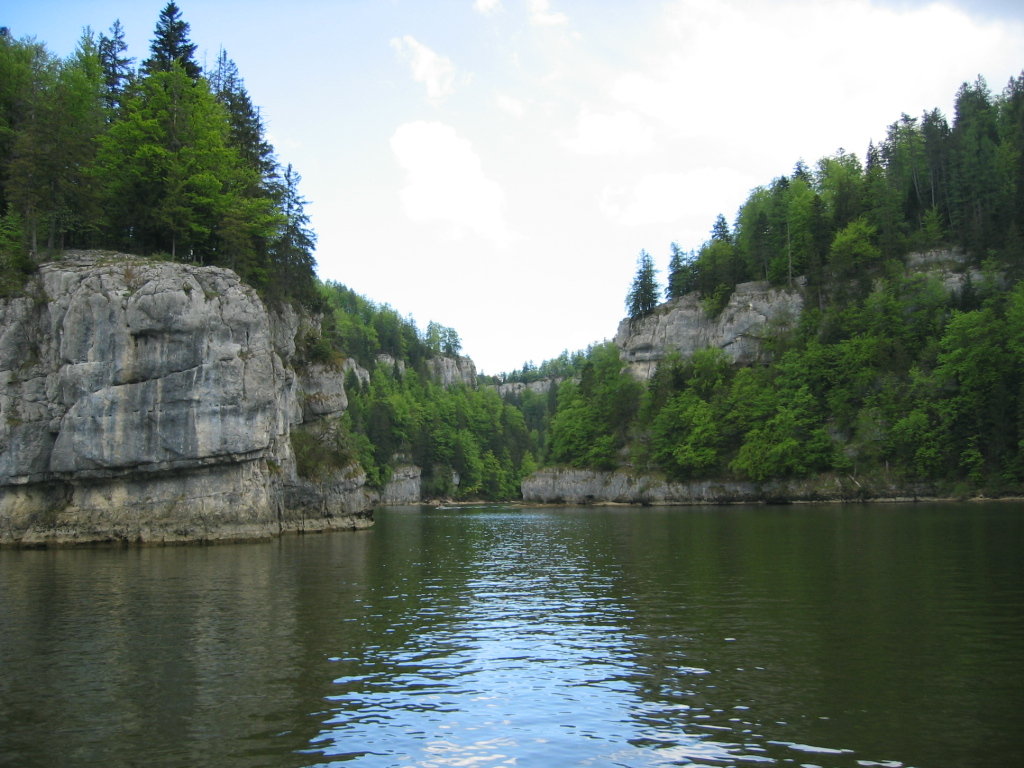
Doubs
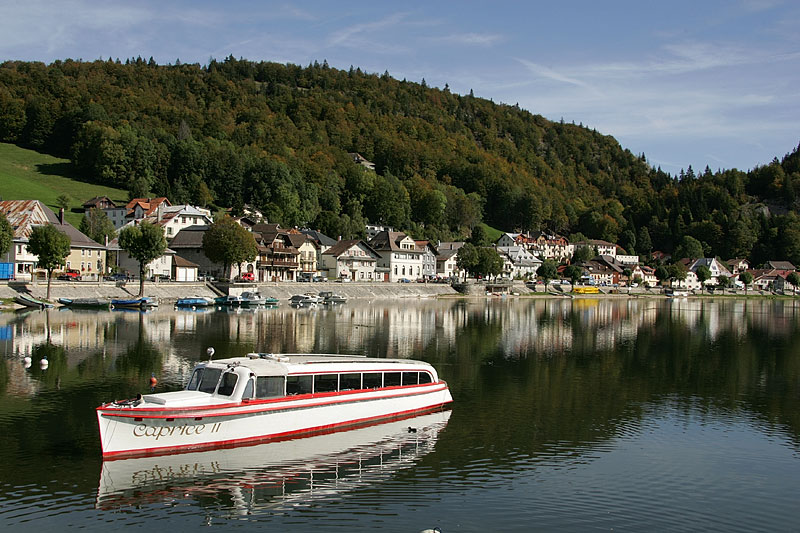
Lago di Joux
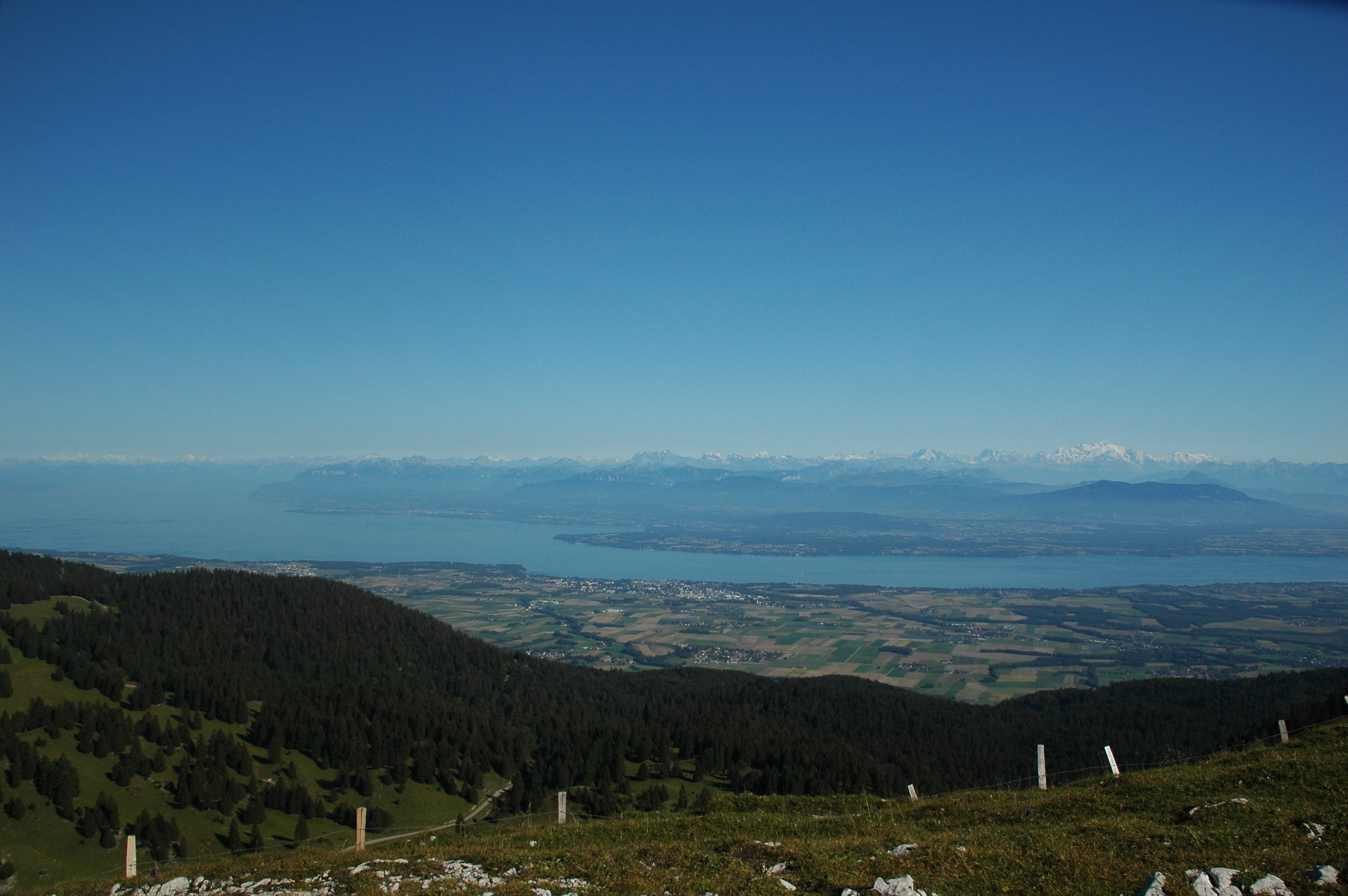
Vista dalla Dôle